# Chiesa di Santa Margherita (Refrontolo)
La chiesa di Santa Margherita è la parrocchiale di Refrontolo, in provincia di Treviso e diocesi di Vittorio Veneto; fa parte della forania del Quartier del Piave.

## Storia
La prima citazione di una chiesa a Refrontolo risale all'XI secolo e si sa che era filiale della pieve di San Pietro di Feletto.
Intorno al 1475 l'edificio fu riedificato e nel XVI secolo divenne parrocchiale.
Nel 1613 fu eretto il campanile e l'attuale parrocchiale venne edificata tra il 1927 ed il 1933 su progetto di Giovanni Possamai e consacrata l'11 aprile 1933 dal vescovo di Ceneda Eugenio Beccegato.

## Galleria d'immagini

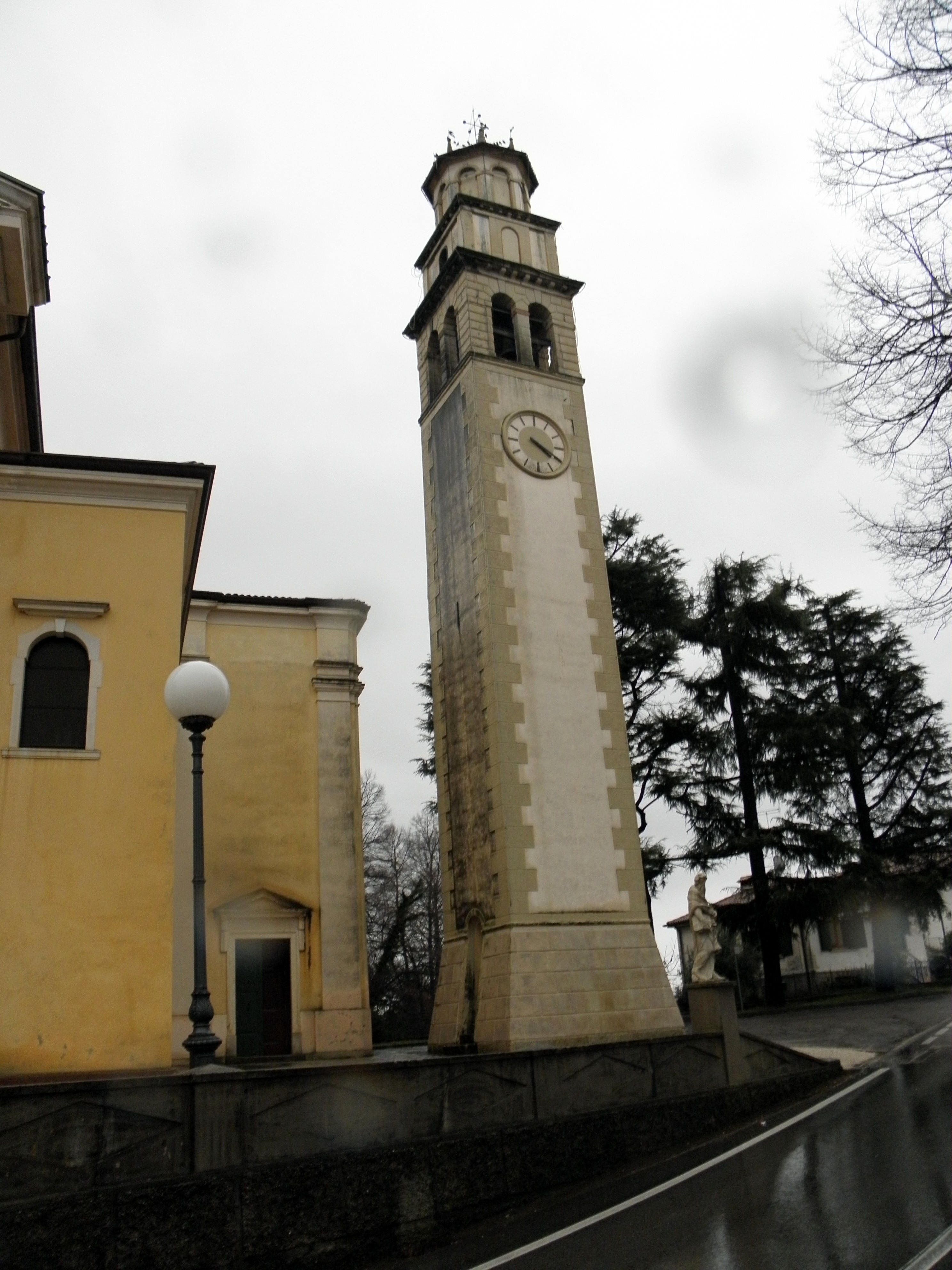
Il campanile
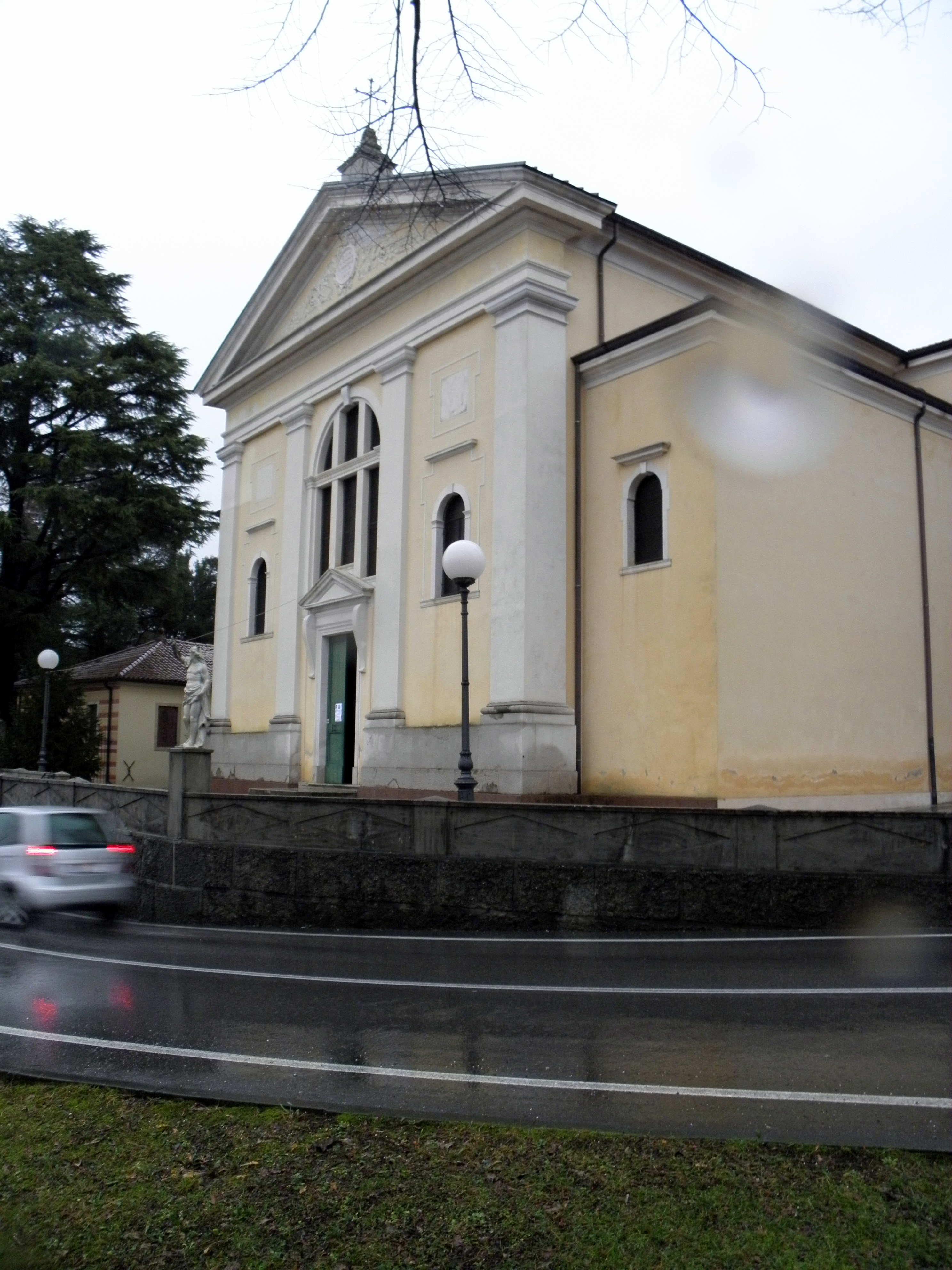
La chiesa
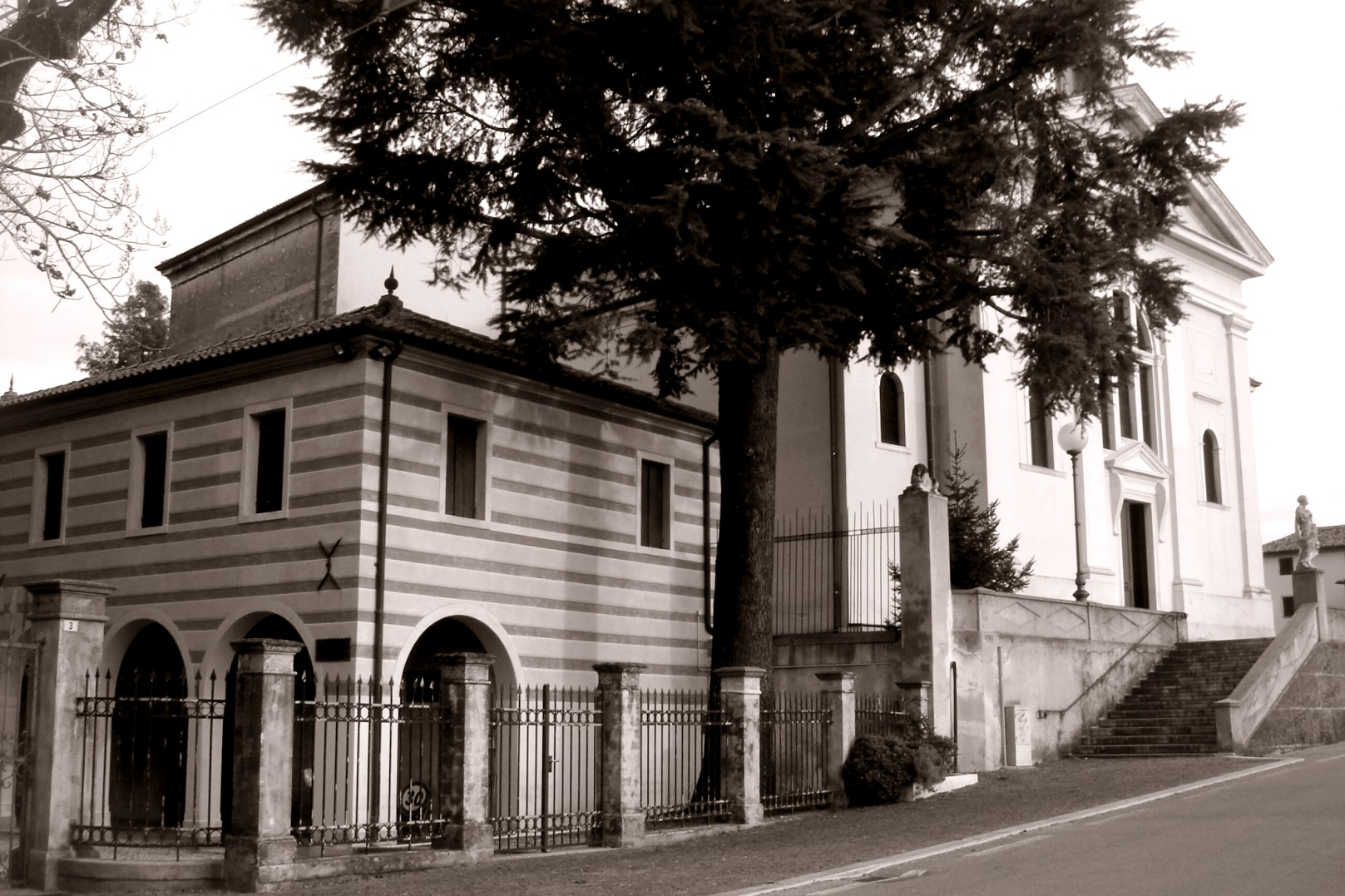
Veduta parziale della chiesa